# Брај
Брај (њем. Brey) општина је у њемачкој савезној држави Рајна-Палатинат. Једно је од 86 општинских средишта округа Мајен-Кобленц. Према процјени из 2010. у општини је живјело 1.601 становника. Посједује регионалну шифру (AGS) 7137204.

## Географски и демографски подаци
Брај се налази у савезној држави Рајна-Палатинат у округу Мајен-Кобленц. Општина се налази на надморској висини од 98 метара. Површина општине износи 6,4 km². У самом мјесту је, према процјени из 2010. године, живјело 1.601 становника. Просјечна густина становништва износи 250 становника/km².

## Међународна сарадња
| Мјесто | Држава               | Врста сарадње | Од    |
| ------ | -------------------- | ------------- | ----- |
| Брамли | Уједињено Краљевство | партнерство   | 1986. |
| Извор  |                      |               |       |